# 道格拉斯·博斯托克
道格拉斯·博斯托克（英語：Douglas Bostock，1955年—），英國指揮家。

## 生平
道格拉斯·博斯托克出生於英國柴郡。他曾就讀於謝菲爾德大學。他是指揮家阿德里安·博爾特的最後一批私人學生。
他在1991年至1998年擔任捷克卡爾斯巴德交響樂團（Carlsbad Symphony Orchestra）音樂總監和首席指揮。他亦曾擔任捷克室內愛樂樂團（1992年－2009年）和慕尼黑交響樂團（1999－2006年）的首席客座指揮。自2003年以來，他是瑞士賀爾維爾歌劇節（Hallwyl Opera Festival）的音樂總監。他在2000年－2006年曾經擔任東京佼成管樂團的首席指揮。
在2012年4月，博斯托克擔任了東京藝術大學客座教授和東京藝術大學交響樂團的指揮。
他現為瑞士阿爾高爾交響樂團（Aargau Symphony Orchestra）首席指揮和捷克室內愛樂樂團（Czech Chamber Philharmonic）的首席客座指揮。

## 外部連結
- 官方网站（英文）
- Douglas BOSTOCK ｜ ARTISTS ｜ AMATI Inc.:（英文）
- Singapore International Band Festival 2010: - Adjudicators - Douglas Bostock （页面存档备份，存于）（英文）
- 道格拉斯·博斯托克的Discogs页面（英文）

| 前任者： 芬奈爾 | 東京佼成管樂團指揮 2000–2006 | 繼任者： 保羅·梅耶 |